# 第24回全国中等学校ラグビーフットボール大会
第24回全国中等学校ラグビーフットボール大会（だい24かいぜんこくちゅうとうがっこうラグビーフットボールたいかい）は、1942年（昭和17年）1月に開催された旧制中学校・実業学校および師範学校を対象としたラグビー競技大会である。

## 概要
戦争激化の影響により、兵庫県西宮市の甲子園南競技場と、福岡県筑紫郡春日村（現・春日市）の春日原球場の2か所で同じ日程で実施された。甲子園南の「関西大会」は近畿地方・中国地方・四国地方の学校、春日原の「九州大会」は九州（福岡県）および外地の学校が対象で、東日本の学校は参加しなかった。

## 参加チーム

### 関西大会
太字はシード校。
- 三重県立松阪商業学校（三重県）（2年連続2回目）
- 京都市立第一商業学校（京都府・実業学校）（5年ぶり15回目）
- 京都府立京都第三中学校（京都府）（7年ぶり4回目）
- 大阪府立北野中学校（大阪府）（4年連続5回目）
- 大阪府立天王寺中学校（大阪府）（8年ぶり7回目）
- 兵庫県立第二神戸中学校（兵庫県）（2年ぶり6回目）
- 村野工業学校（兵庫県・実業学校）（2年連続2回目）
- 天理中学校（奈良県）（4年ぶり9回目）
- 糸崎鉄道学校[1]（広島県・鉄道学校）（初出場）
- 崇徳中学校（広島県）（2年ぶり7回目）
- 徳島県脇町中学校（徳島県）（4年ぶり5回目）
- 愛媛県師範学校（愛媛県・師範学校）（2年連続2回目）

### 九州大会
- 福岡県立福岡中学校（福岡県）（2年連続13回目）
- 福岡県立修猷館中学校（福岡県）（13年ぶり2回目）
- 福岡商業学校（福岡県・実業学校）（2年ぶり2回目）
- 福岡県立嘉穂中学校（福岡県）（初出場）
- 鞍山中学校[2]（外地）（2年連続7回目）

## 試合結果

### 関西大会

#### 1回戦
- 松阪商0-6 京三中
- 愛媛師13-13 天王寺中（抽選で天王寺中が勝ちぬけ）
- 京一商0-55 神戸二中
- 崇徳中3-5 脇町中

#### 2回戦
- 村野工0-29 天理中
- 京三中3-16 天王寺中
- 北野中 17-5糸崎鉄道
- 神戸二中 9-3脇町中

#### 準決勝
- 天理中0-18 天王寺中
- 北野中 3-0神戸二中

#### 決勝
北野中が初優勝を果たした。
- 北野中 12-3天王寺中

### 九州大会

#### 1回戦
- 嘉穂中0-3 修猷館

#### 準決勝
- 鞍山中 6-5修猷館
- 福岡商0-14 福岡中

#### 決勝
福岡中が初優勝を果たした。
- 福岡中 9-8鞍山中